# 鳩の頸飾り
『鳩の頸飾り』（、アラビア語: طوق الحمامة في الألفة والألاف）は、1022年に神学者・法学者・詩人のイブン・ハズム（994年 - 1064年）が著した恋愛書・詩集である。日本語では『鳩の首飾り』、『鳩の首輪』、『タウク・ル・ハマーマ』の表記もある。アル＝アンダルスと呼ばれた中世のイベリア半島で執筆され、西方イスラーム世界の最も優れた恋愛論とも評価されている。
アラビア語文芸では、イスラーム以前の時代から恋愛についての作品が盛んだった。その伝統はイスラーム王朝によってイベリア半島にも伝わって発展をとげる。本書もその一つで、愛の特性や意味、始まりと終わり、良い面や悪い面、恋人たちについて多数のエピソードや自作の詩を交えながら論じられている。著者が異性に囲まれて暮らした中で身についた観察眼に加えて、出来事に対する分析と体系化、そして理想主義が融合した内容になっている。エピソードの主な舞台は、当時のヨーロッパにおける大都市で「世界の宝飾」とも呼ばれたコルドバであり、洗練された宮廷生活の一端がうかがえる。
著者のイブン・ハズムは、神学や法学においてアンダルスのウマイヤ朝（以後「ウマイヤ朝」）を代表する学者の一人だった。しかし、ウマイヤ朝が滅んで乱世へと移り変わる中で、その思想は受け容れられなかった。ほとんどの著作が焼かれる中で、本書は1冊だけ写本が残り、オスマン帝国からヨーロッパに伝わった。写本がライデン大学で発見されると、各国の第一線のイスラーム研究者たちによって翻訳され、彼の著作の中で最も有名になった。

## 背景・著者

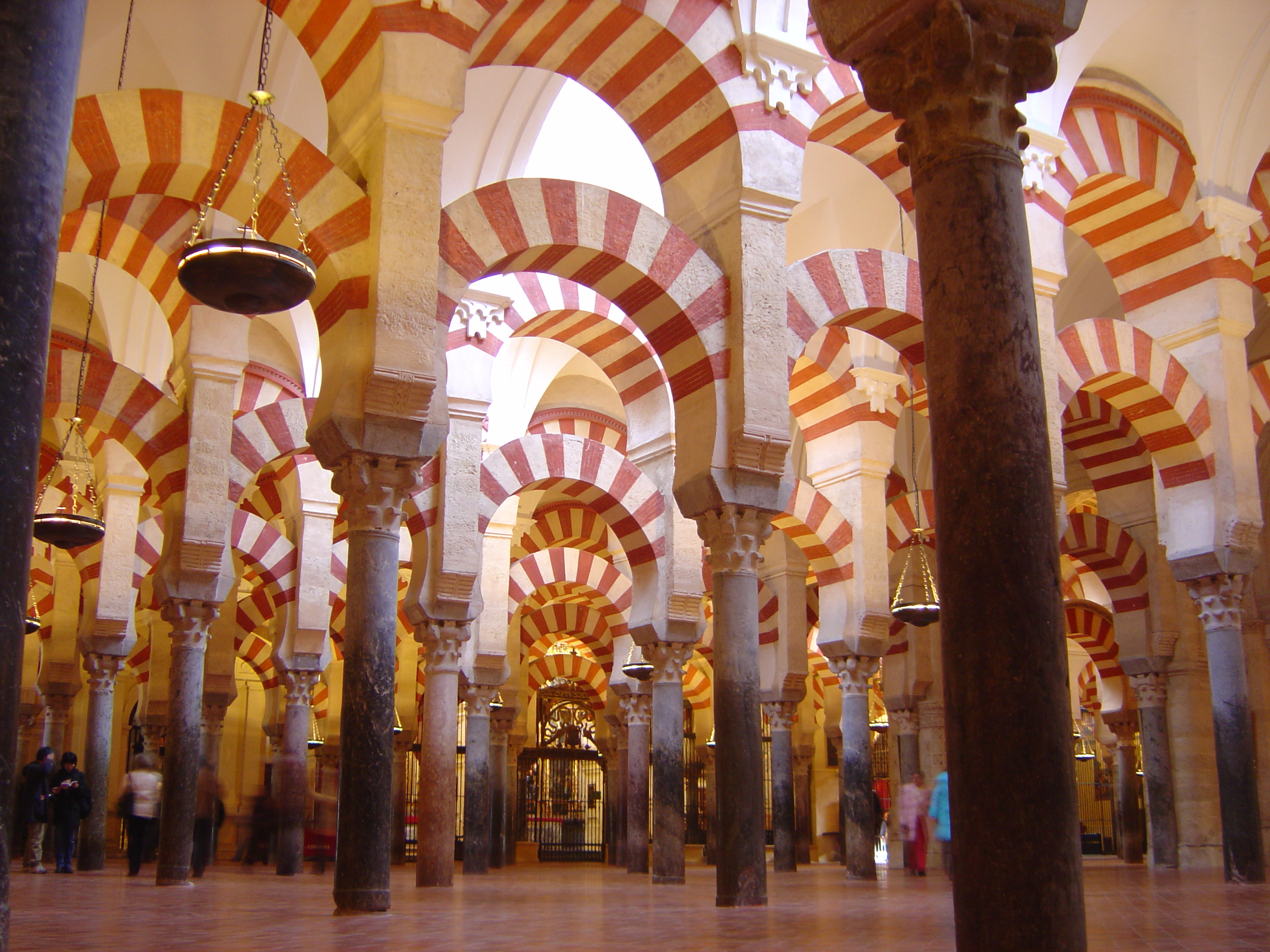
コルドバのメスキータにある円柱の森。メスキータはキリスト教とイスラーム建築の特徴が混交しており、世界遺産のコルドバ歴史地区に含まれている。

### 地理的状況
イベリア半島は、8世紀からウマイヤ朝による支配が進んだ。ズィンミーの定めによってムスリム、キリスト教徒、ユダヤ教徒が共存し、西アジアから導入した灌漑技術で農業生産が増え、地中海各地との貿易で栄えた。首都のコルドバは10世紀に少なくとも人口10万人に達し、コンスタンティノープルとともにヨーロッパを代表する都市へと拡大する。コルドバは政治・経済のみならず文化面でも繁栄した。写本が行われた他にバグダードの知恵の館と並んで翻訳事業も盛んであり、古代ギリシアの文献やインド説話もアラビア語に訳された。キリスト教圏ヨーロッパの図書館の蔵書が最大で400巻だったのに対して、コルドバではカリフの図書館だけで40万巻があった。多数の書籍を作るために製紙業も盛んであり、ハティバではヨーロッパ初の製紙工房が建設され、羊皮紙よりも安価な紙が大量に生産された。

### 著者
イブン・ハズムはコルドバ近郊の名家に生まれた。幼少期からハレムの女性たちとともに生活し、読み書きをはじめとする教育も侍女から受けて育った。髭が生えそろうまで男性との同席経験がなく、この生い立ちが女性についての観察眼を養ったと回想している。父のアフマドはカリフのヒシャーム2世に仕える大臣であり、大宰相のアル・マンスールを補佐していた。アル・マンスールはカリフを超えるほどの権力を誇ったが、彼の死後に内紛が起き、コルドバは荒廃する。ウマイヤ朝は滅びに向かい、諸王国が並び立つタイファの時代になり、家族や家を失ったイブン・ハズムは19歳でアルメリアに逃れた。彼は流浪の暮らしをしながらウマイヤ朝を再興するために働くものの、従軍した勢力が敗北して捕虜となる。解放されたのちにハティバにたどり着き、この地で暮らしながら29歳の頃に書かれたのが本書である。
イブン・ハズムによると執筆の動機は、愛の特性、意味、原因、属性、付随して起こる事柄についての論考を求められたからであった。求められなければ執筆しなかったが、時には心を憩わせるのも必要だと書いている。論考を求めた人物が誰なのかは不明で、アルメリアに住む友人が執筆をすすめたという説もある。

### アラビア語文芸における恋愛
恋愛は、アラビア語文芸の伝統的な題材でもあった。イスラーム以前のジャーヒリーヤ時代から、ガザル（恋愛詩）やナスィーブ（恋愛叙情詩）が作られていた。イスラーム世界では純愛を尊ぶ伝統があり、手の届かない相手や、許されぬ事情で会えない相手に対して恋愛を謳う詩歌がアラビア語やペルシア語で数多く作られた。
イブン・ハズムに先行するアンダルスの恋愛作品では、初期の代表としてイブン・アブド・ラッビヒ（860年–940年）の詞華集『唯一の首飾り』が知られている。恋愛論としては、ムハンマド・イブン・ダーウド（868年-910年）による『花の書』がある。これは50章の詩文選で、アラブの恋愛詩を多数収録している。イブン・ハズムの同世代としては、ウマイヤ朝の王女で詩人でもあるワッラーダ（994年-1091年）と詩人イブン・ザイドゥーン（1003年-1071年）の相聞歌も有名である。

### 散文について

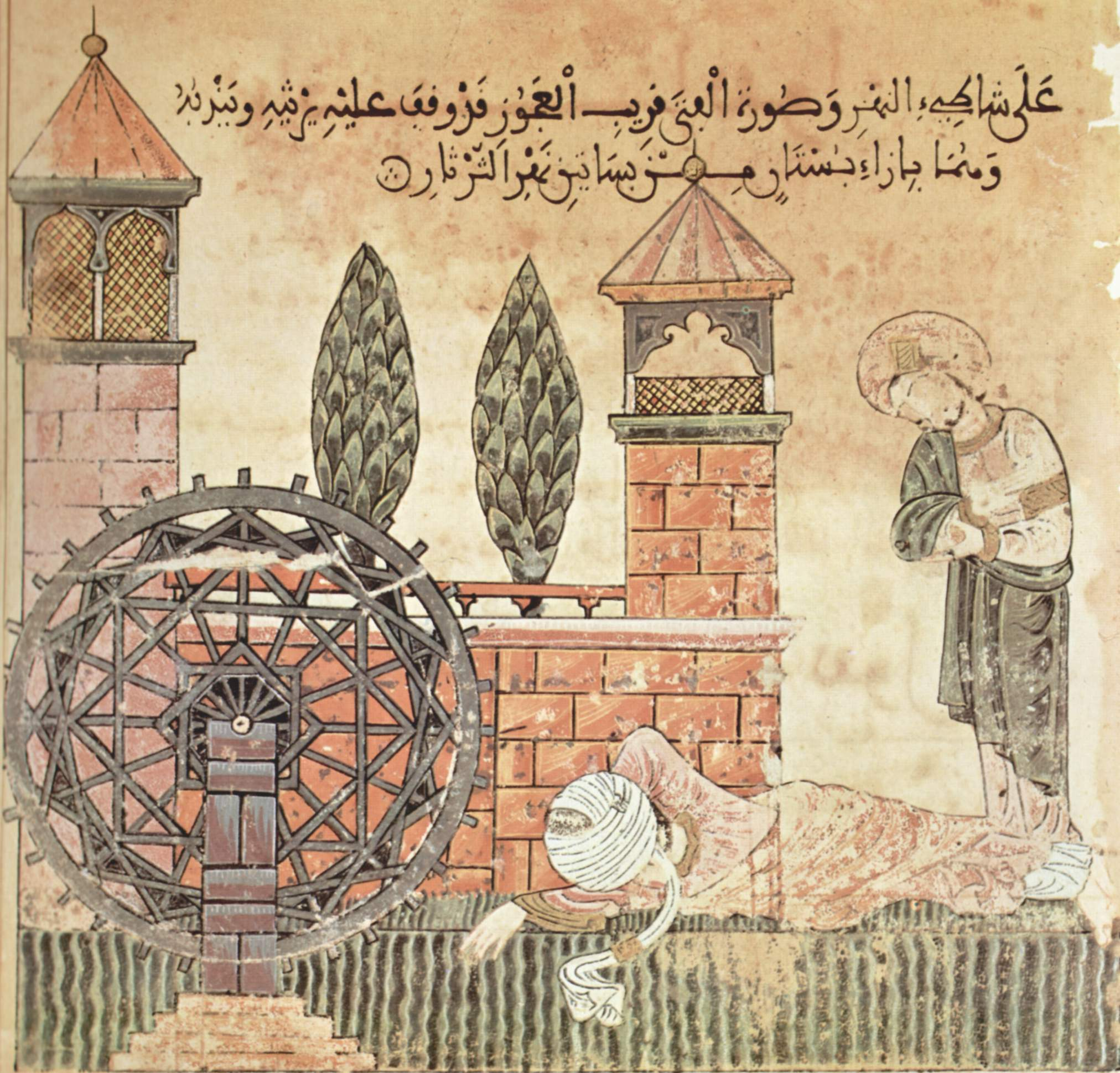
悲恋物語『バヤードとリヤード』から、恋人を思うあまり失神した若者（13世紀）。恋愛による衰弱は『鳩の頸飾り』にも書かれている。

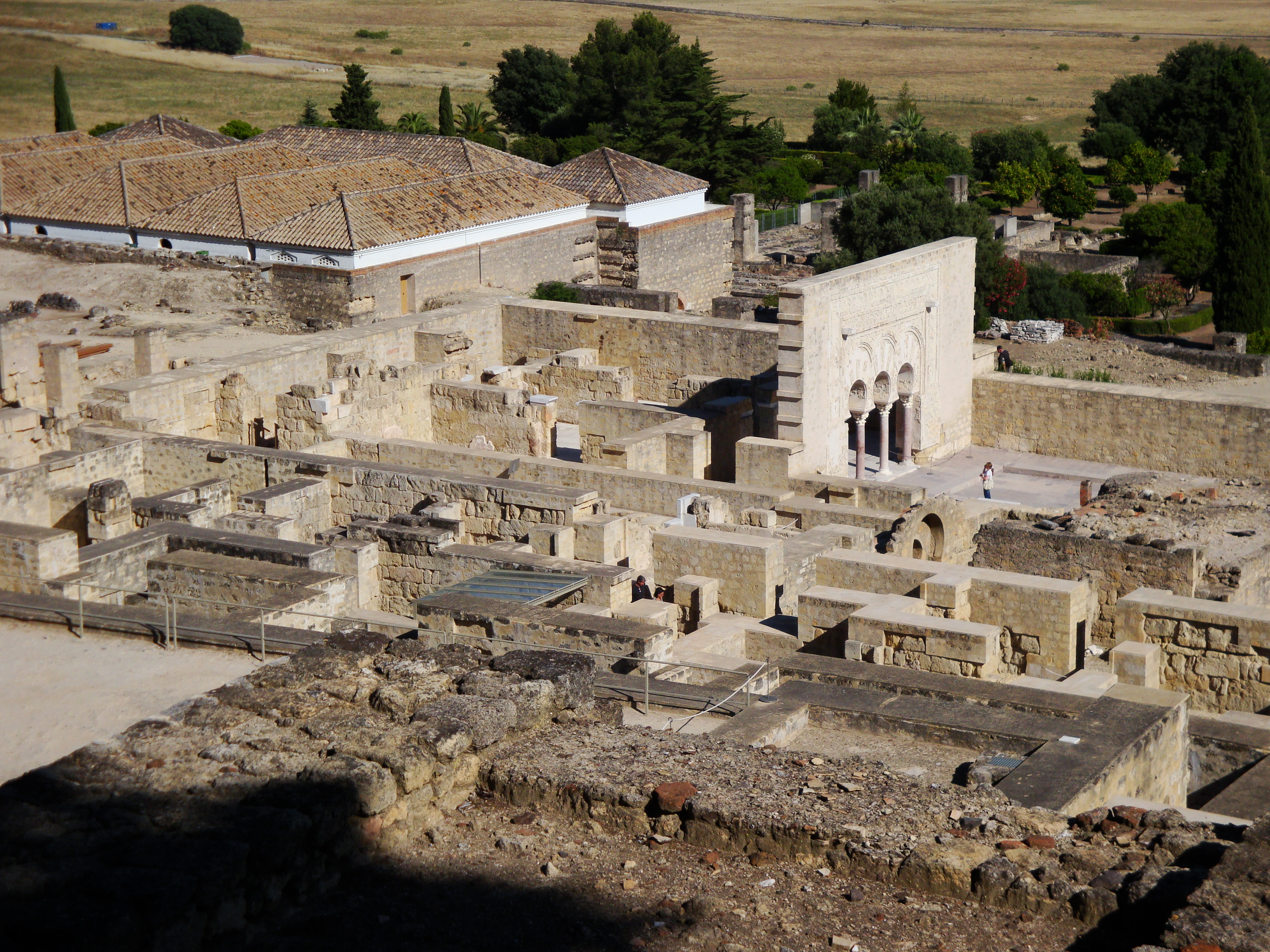
コルドバ近郊の大宮殿メディナ・アサーラ。内紛によって破壊された。

## 執筆後の著者と作品の影響

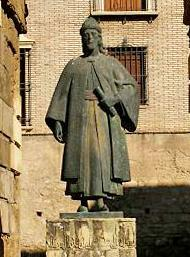
著者であるイブン・ハズムの像。

## 内容

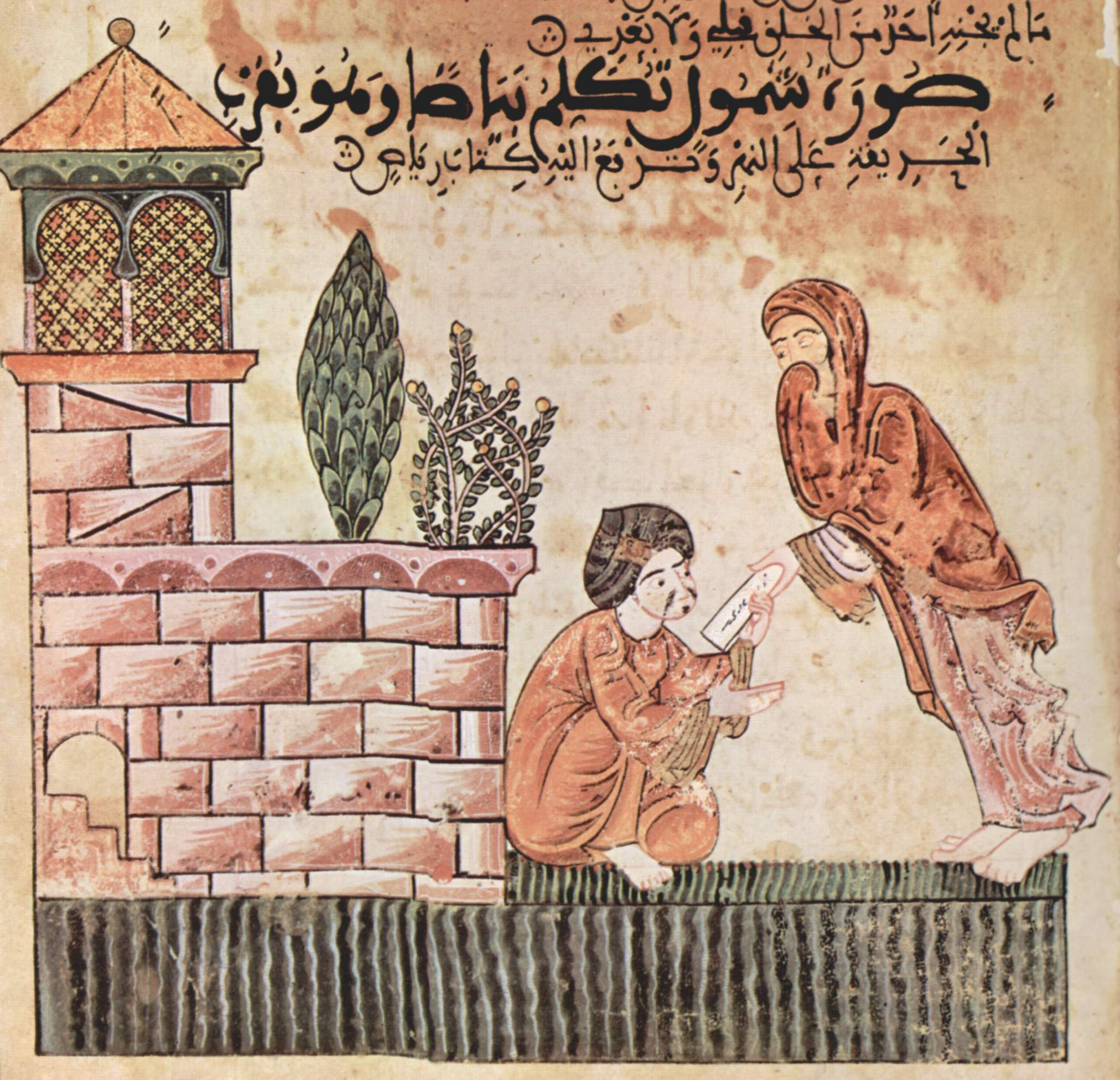
悲恋物語『バヤードとリヤード』の細密画。文使いの女性が恋文を渡している（13世紀）。こうした後世の恋愛物語に『鳩の頸飾り』は影響を与えたとされる。